# استفنی اولریش
استفنی اولریش (انگلیسی: Stephanie Ullrich؛ زادهٔ ۲۹ ژوئیه ۱۹۸۴) یک بازیکن فوتبال اهل آلمان است.
از باشگاه‌هایی که در آن بازی کرده‌است می‌توان به باشگاه فوتبال وولفسبورگ، اف.اف.سی توربین پوتسدام و اف.اف.سی فرانکفورت اشاره کرد.
وی همچنین در تیم ملی فوتبال آلمان بازی کرده است.